# Patagonische varkenssnuitskunk
De Patagonische varkenssnuitskunk (Conepatus humboldtii) is een roofdier uit de familie Mephitidae. Het is een van de vijf soorten van het geslacht Conepatus.

## Naamgeving
De Patagonische varkenssnuitskunk wordt ook wel humboldt-skunk genoemd, naar de Duitse bioloog Alexander von Humboldt, die in het begin van de achttiende eeuw door Zuid-Amerika reisde.

## Verspreiding
De Patagonische varkenssnuitskunk leeft in open bosgebieden en op de pampa's van Chili, Argentinië en Paraguay.